# Säuglingsnahrung
Säuglingsnahrung, genannt auch Babynahrung, ist der Oberbegriff für alle Lebensmittel, die für die Ernährung von Säuglingen, die Säuglingsernährung, geeignet sind, dafür vorgesehene Zutaten und daraus zubereitete Speisen. Die einzig natürliche Anfangsnahrung ist Muttermilch, die im Allgemeinen den Bedürfnissen des Säuglings entspricht. Die industriell hergestellte Babyfertignahrung wird unterteilt in Säuglingsanfangsnahrung, Folgenahrung und Beikost. Beikost besteht in der Regel aus geeignetem Obst- oder Gemüsebrei, teils auch aus püriertem Fleisch und kann selbst hergestellt werden. Mit etwa zwölf Monaten können Kleinkinder allmählich an Erwachsenenkost gewöhnt werden.

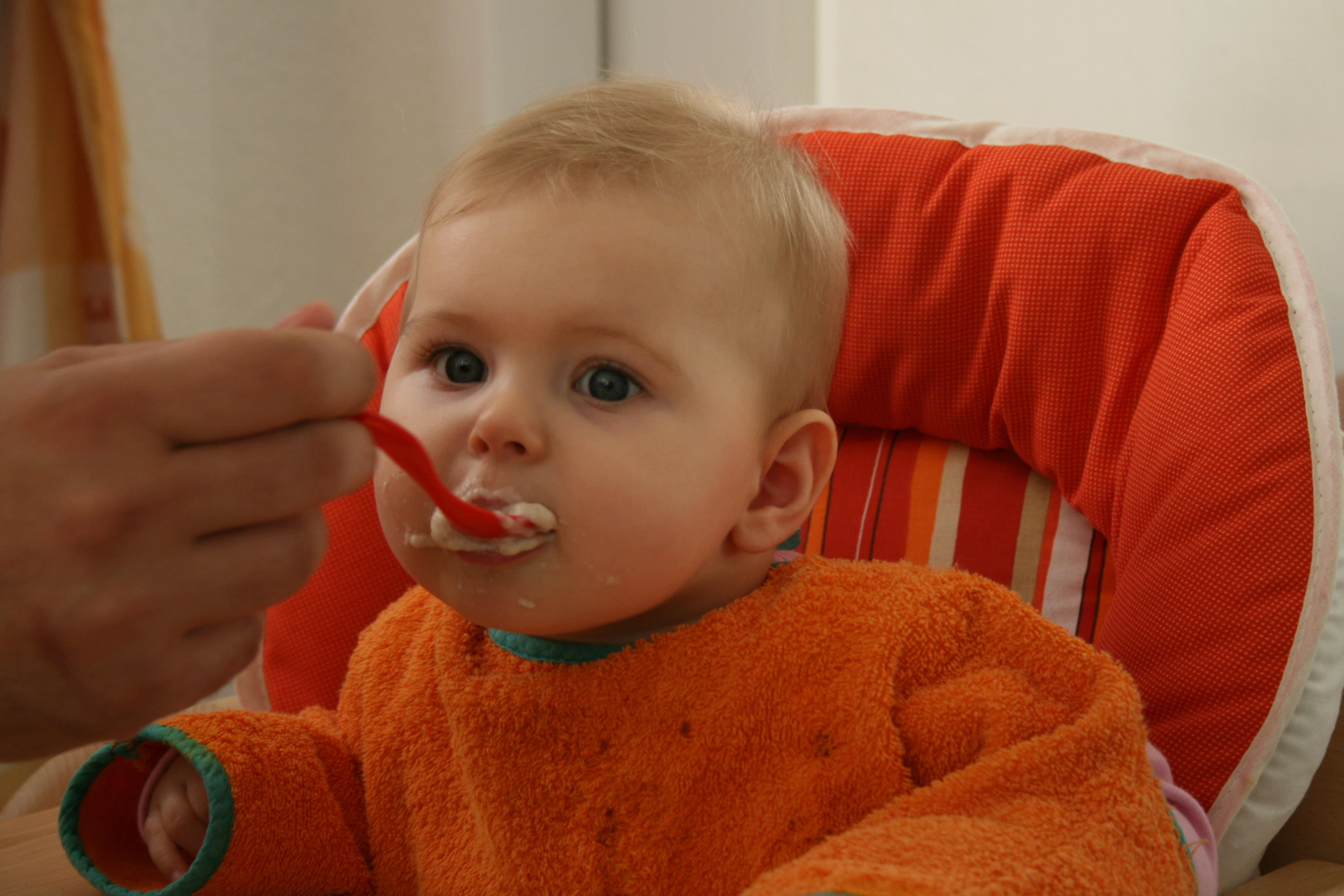
Ein Baby wird mit Grießbrei gefüttert.

## Einführung
Der tägliche Energiebedarf von Säuglingen ist auf Grund des Wachstums mit etwa 377 kJ (= 90 kcal) pro Kilogramm Körpergewicht zwei- bis dreimal so hoch wie bei Erwachsenen. Damit dieser Bedarf gedeckt wird, muss der Fettanteil der Nahrung 35 bis 50 Prozent betragen, der Kohlenhydratanteil nur etwa 45 Prozent. Auch der Eiweißbedarf ist prozentual gesehen höher als bei Erwachsenen und liegt bis zum Alter von zwei Monaten täglich bei 2,0 bis 2,7 Gramm pro Kilogramm Körpergewicht, danach bei 1,1 bis 1,5 Gramm (Erwachsene: 0,8 g). Der Flüssigkeitsbedarf ist ebenfalls größer, weil die Nieren noch nicht voll ausgereift sind und mehr Flüssigkeit über Atmung und Haut verloren geht.
In den ersten Lebensmonaten funktioniert die Verdauung nur eingeschränkt; Neugeborene besitzen noch keine Darmflora und die Darmschleimhaut ist noch nicht ausgereift. Auch einige für die Nahrungsverarbeitung notwendige Enzyme werden vom Körper erst später gebildet. Aus diesen Gründen sollen Babys in der ersten Lebensphase nur mit Muttermilch oder Säuglingsanfangsnahrung
(Anfangsmilch oder Säuglingsmilch) ernährt werden. Folgenahrung (Folgemilch) soll nicht in den ersten sechs Lebensmonaten verwendet werden. Wenn der Säugling noch teilweise gestillt und Säuglingsfertigmilch zugefüttert wird, spricht man auch von Zwiemilchernährung oder zuschöppeln.
Frühestens ab dem fünften, spätestens ab dem siebten Monat deckt auch Muttermilch allein nicht mehr den kompletten Nährstoffbedarf des Säuglings.
Babynahrung darf nach den gesetzlichen Vorgaben weder Bakterien noch Schadstoffe enthalten. Sie unterliegt der Diätverordnung und muss daher definierte Höchstmengen an Fett und Kohlenhydraten und bestimmte Mindestmengen an Mineralstoffen sowie Vitaminen enthalten. Zur Erfüllung der Richtlinien müssen viele Hersteller ihre Produkte zusätzlich z. B. mit Thiamin (Vitamin B1) anreichern.
Industriell hergestellte Beikost ist in unterschiedlichen Zusammensetzungen erhältlich, zum Beispiel als Brei oder Mus in Gläsern, als Pulver zum Anrühren für Babybrei oder auch als Tiefkühlkost. Grundsätzlich kann Beikost aber auch im Haushalt selbst hergestellt werden, angepasst an den Bedarf und das Verdauungssystem des Säuglings.
Ab dem siebten Lebensmonat und mit dem Durchbruch der Zähne wird die Auswahl der angebotenen Nahrung erweitert, es kommen Lebensmittel mit fester Konsistenz hinzu. Ab einem Jahr können Kleinkinder allmählich dieselbe Kost essen wie Erwachsene.

## Anthropologie

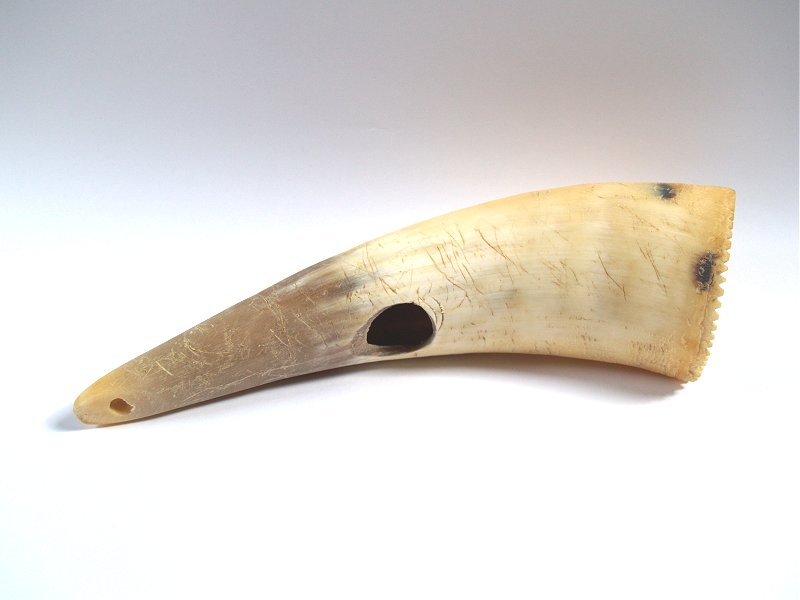
Trinkgefäß aus dem Horn einer Kuh

Bis zur jüngsten Vergangenheit hatten Säuglinge in den ersten Monaten nur eine Überlebenschance, wenn sie mit Muttermilch gestillt wurden, entweder von der leiblichen Mutter oder von einer Amme, da keine adäquate Ersatznahrung zur Verfügung stand. Die Verwendung von Tiermilch als Säuglingsnahrung war jedoch seit der Einführung der Tierzucht im Neolithikum möglich. Diese Praxis belegen Funde von Trinkhörnern aus Ton oder den Hörnern von Schafen und Ziegen in Kindergräbern aus der Zeit um 4000 v. Chr., in denen Milchreste festgestellt werden konnten. Die Hörner waren an einer Seite geschlossen und an der anderen mit einem Sauglappen versehen. Es ist jedoch nicht möglich zu rekonstruieren, ab welchem Alter diese Trinkhörner für Kleinkinder verwendet wurden.
Ob es eine biologisch determinierte „natürliche Stilldauer“ gibt, ist wissenschaftlich umstritten. Die in der Literatur genannten Werte für angeblich biologisch determinierte Stillzeiten reichen von neun Monaten analog zur Dauer einer Schwangerschaft bis zu 7 Jahren, wenn das Gebiss vollständig vorhanden und ein Drittel des Erwachsenengewichts erreicht ist.
Wie lange die Kinder in prähistorischer Zeit Muttermilch erhielten, lässt sich anhand von Skelettfunden in etwa bestimmen. Die dafür angewandten Isotop-Analysen erlauben jedoch keine Aussage darüber, ab welchem Zeitpunkt Kleinkinder zusätzlich andere Nahrung erhielten. Vollständig abgestillt wurden Kinder nach diesen Befunden erst im Alter von fünf bis sieben Jahren. Als Hinweis auf die frühzeitliche Stilldauer wird die Nachweisbarkeit des Enzyms Laktase bei Kindern in laktoseintoleranten Kulturen gedeutet, das für die Verdauung der Lactose in der Muttermilch benötigt wird. Die Enzymproduktion endet dort überwiegend im dritten Lebensjahr; die Angaben für verschiedene Ethnien reichen von einem Jahr bis vier Jahre. Einen weiteren Anhaltspunkt gibt die Reproduktionsrate, da die Laktation bei Frauen in der Regel den Eisprung unterdrückt und so während der Stillzeit eine erneute Schwangerschaft verhindert. Statistisch wurden die Frauen in der prähistorischen Phase der Jäger und Sammler nur alle vier Jahre schwanger, nach der Sesshaftigkeit im Neolithikum dagegen alle zwei Jahre.
Als Vergleichswerte ziehen Anthropologen auch die Daten anderer Primaten heran. Wild lebende Schimpansen haben im Schnitt alle fünf Jahre Nachwuchs, Orang-Utans alle sieben Jahre, wobei die Laktationszeit eine wichtige Rolle spielt. In Zoos lebende Gorillas stillen ihren Nachwuchs nur halb so lange wie ihre wilden Artgenossen. Es wurde auch festgestellt, dass ranghöhere Affenweibchen kürzer säugen und in kürzerem Abstand schwanger werden als rangniedrigere, weil sie über bessere Nahrungsquellen verfügen. Daraus folgt laut Jonathan Wells, „dass früheres Abstillen in einer nahrungsreichen Umgebung ein allgemeines Merkmal der Ernährung von Primaten ist.“ Kennzeichnend für die Muttermilchbildung bei Primaten sei gerade die große Flexibilität der Laktationsdauer je nach den Erfordernissen, die Annahme einer genetisch fest vorgegebenen Stillzeit sei daher nicht plausibel. „(…) der Säugling kann in einer nahrungsreichen Umgebung früher abgestillt werden, teilweise weil alternative Nahrung verfügbar ist und teilweise weil die gut genährte Mutter den Säugling auch ohne intensives Säugen mit adäquater Milch versorgen kann.“
Da bei den Primaten die Spezies die längsten Säugezeiten aufweisen, deren Nachwuchs am langsamsten wächst und eine relativ lange Kindheit hat, müssten Menschen theoretisch die längste Stillphase aller Primaten aufweisen. Das war jedoch bereits in der Frühphase der Menschheit nachweislich nicht der Fall. G. E. Kennedy nimmt auf Grund der Daten von Naturvölkern eine durchschnittliche natürliche Stillzeit von zwei bis drei Jahren an und erklärt den Zeitpunkt des Abstillens damit, dass ein Kleinkind mit drei Jahren wegen des großen Energieverbrauchs des menschlichen Gehirns durch Muttermilch nur noch unzureichend ernährt werden könne; es erhalte nur noch 50 bis 80 Prozent der benötigten Proteinmenge. Ab diesem Zeitpunkt wäre weiteres Stillen unökonomisch. Der Ernährungsbedarf des Säuglings kann aber bereits ab dem zweiten Lebenshalbjahr durch Muttermilch allein nicht mehr vollständig gedeckt werden.
Die Anthropologin Katherine Dettwyler geht davon aus, dass das „natürliche Abstillalter“ bei Kindern frühestens bei 2,5 Jahren liegt, spätestens bei sieben Jahren. Das lasse sich aus Vergleichen mit anderen Primaten und Naturvölkern ableiten. „Menschenkinder sind wie ihre nicht-menschlichen Verwandten der Primaten so konstruiert, dass sie die Vorzüge der Muttermilch und des Stillens für mindestens 2,5 Jahre erwarten.“ Die Phase der Gewöhnung an Erwachsenenkost dauere bei Naturvölkern insgesamt rund sieben Jahre. Die zugefütterte feste Kost wird von der Mutter für die Kleinkinder vorgekaut. Diese Praxis war vermutlich bereits in der Steinzeit üblich.

## Kulturgeschichte
Die Vorstellungen darüber, welche Nahrung für Säuglinge geeignet ist, sind kulturell beeinflusst, nicht universell in allen Kulturen gleich und auch keine historische Konstante. Die Erkenntnisse der modernen Medizin sind nur ein Faktor, der erst in der jüngsten Vergangenheit in Industrieländern die wesentliche Rolle bei der Nahrungsauswahl spielt. So bestand in der Frühzeit der Menschheit Babynahrung neben Muttermilch aus vorgekauter geeigneter Erwachsenennahrung. Auch das Säugen durch Ammen war bereits vor Jahrtausenden bekannt. Seit dem Mittelalter galten in Europa vor allem Mehlbrei und Brotsuppe als optimale Säuglingskost. Obst, Gemüse und Fleisch wurden erst im 19. Jahrhundert als geeignete Beikost angesehen. Zu dieser Zeit kam auch die erste industriell hergestellte Babynahrung auf den Markt.

### Antike
Aus der griechischen Epoche im Alten Ägypten sind Verträge mit Ammen erhalten, in denen die Stillzeit auf sechs Monate und den Beginn des Zahnens festgelegt wird; anschließend sollte 18 Monate lang Tiermilch gegeben werden, von Kamelen, Ziegen, Schafen oder Kühen. Zugefüttert wurden in dieser Zeit Eier, Obst und Gemüse.
In der Bibel wird die Beschäftigung von Ammen erwähnt, zum Beispiel im 2. Buch Mose, als der ausgesetzte Säugling Mose gefunden wird. Der Koran legt die Stilldauer explizit auf mindestens zwei Jahre fest. Nach dem Talmud sollen Babys 18 bis 24 Monate lang gesäugt werden. Im antiken Rom wurden Kinder der Oberschicht offenbar bereits sehr früh abgestillt, was Soranos kritisiert, der von „voreiligen Müttern“ spricht, die den Kleinen bereits nach 40 Tagen Getreidebrei gäben, weil sie das Stillen als Last empfänden. Er empfahl als erste feste Nahrung eingeweichtes Brot, später Dinkelsuppe, eine Art Haferbrei, und weich gekochte Eier. Der antike Mediziner Galenos empfahl, Kleinkinder erst mit drei Jahren völlig abzustillen.

### Mittelalter

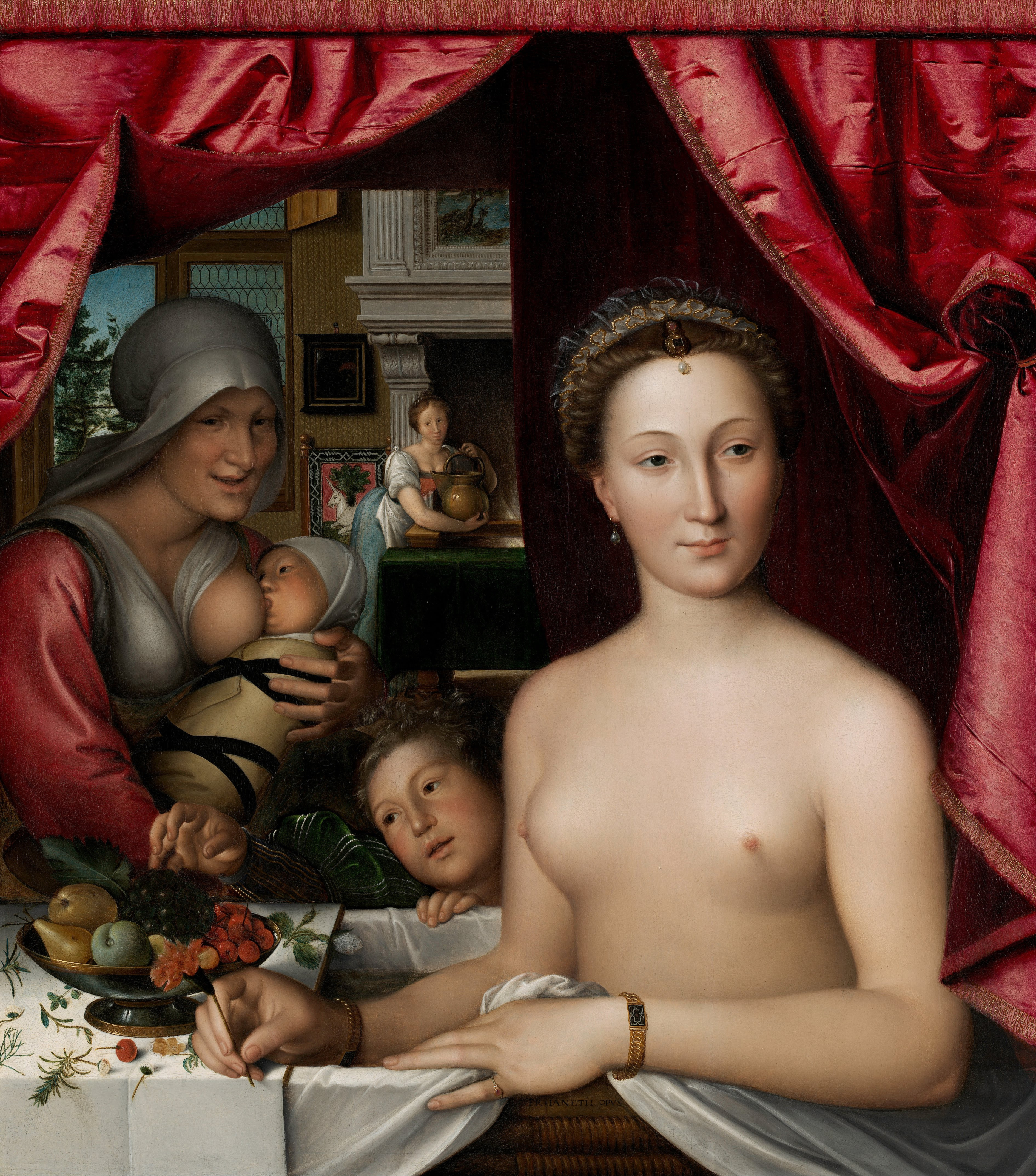
Diana von Poitiers nach einem Gemälde von François Clouet, links ihre Amme, 1570

Eine Frau füttert einen Säugling mit einem Tierhorn (vorne), Stich nach Pieter Brueghel, 1563

Wie in vielen Kulturen galt auch in Europa jahrhundertelang die Muttermilch der ersten Tage (Kolostrum), die ernährungsphysiologisch besonders wertvoll ist, als schlecht und schädlich für den Säugling. Er wurde in den ersten Tagen daher nicht von der Mutter gestillt, sondern erhielt reifere Milch von anderen Frauen, sehr häufig als Ersatz aber auch gesüßten Wein, Honig, Sirup, Butter oder andere Substanzen. Erbrechen des Säuglings in dieser Phase wurde als notwendiger Reinigungsvorgang interpretiert.
Im Mittelalter wurden Kinder im Schnitt ein bis zwei Jahre lang gestillt und erhielten weiche Beikost, sobald die ersten Zähne kamen. Konrad von Megenberg erwähnt 1352 in seinem Hausbuch Ökonomik, dass Kleinkinder nur in ärmeren Familien deutlich länger als ein Jahr gestillt werden. Seit dem Hochmittelalter breitete sich in Europa die Beschäftigung von Ammen in der Oberschicht aus, vor allem in Frankreich und Italien, weniger stark in Deutschland und England, wo die Ammen im Unterschied zu Frankreich mit im Haushalt lebten. Die Folge war in allen Ländern ein deutlicher Anstieg der Säuglingssterblichkeit. Dennoch beschäftigte in der Frühen Neuzeit zunehmend auch das städtische Bürgertum Ammen. Als ein Grund wird die von der Kirche verordnete sexuelle Abstinenz für stillende Mütter angesehen; es wurde befürchtet, dass eine Schwangerschaft die Qualität der Muttermilch beeinträchtige. „Für die Oberschichten wird deshalb eine Rivalität zwischen Sexualität bzw. weiterer Nachkommenschaft und Kindswohl während der Stillphase angenommen. (…) Zudem wurde Stillen als eine niedere, eher animalische Tätigkeit angesehen.“
Die verbreitetste Babynahrung neben Milch bestand jahrhundertelang aus Mehlbrei und Brotsuppe. Das erste deutschsprachige Buch über Säuglingspflege und Pädiatrie verfasste der Augsburger Arzt Bartholomäus Metlinger im Jahr 1473 (Ein Regiment der jungen Kinder), adressiert an Mütter und Väter. Darin rät er, Neugeborene die ersten 14 Tage nicht von der Mutter stillen zu lassen, da die frühe Muttermilch für das Kind schädlich sei. Bereits sehr früh sollten die Babys nicht nur von einer Amme oder der Mutter gesäugt werden, sondern zusätzlich Brei erhalten, bei Stillproblemen umso mehr Brei. Der Medizinprofessor Bartholomäus Scherrenmüller übersetzte 1493 eine lateinische Abhandlung von Wilhelm von Saliceto aus dem 13. Jahrhundert ins Deutsche. Darin wird empfohlen, zwischen sechs und zwölf Monaten abzustillen. Danach sei das Kind außer mit Mehlbrei mit eingetunktem Brot und etwas weichem Fleisch zu füttern.

### Neuzeit

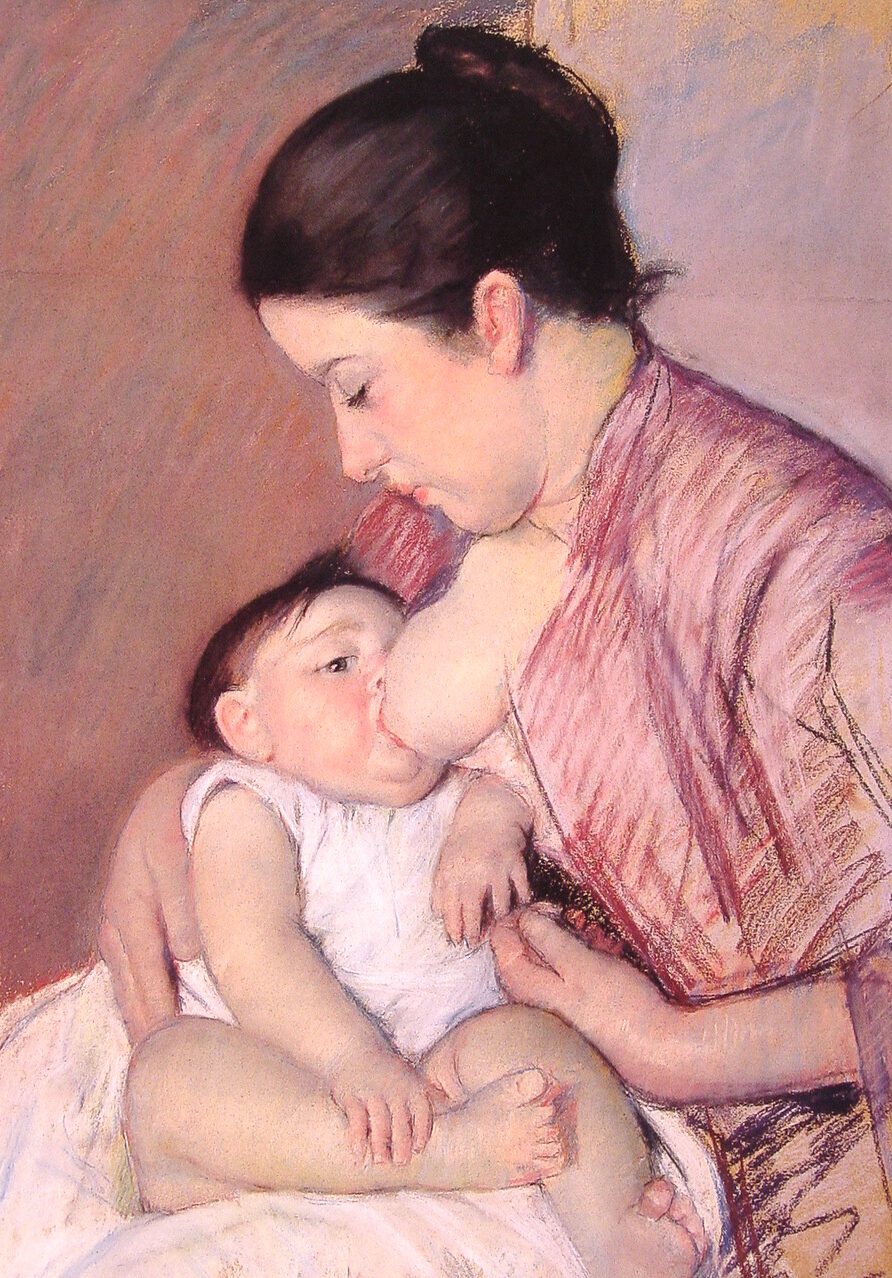
Stillende Mutter, Gemälde von Mary Cassatt, 1890

Bis ins 18. Jahrhundert hinein änderte sich die Babynahrung im Grunde nicht. Es gab jedoch Regionen in Europa, in denen die Säuglinge teilweise seit dem späten Mittelalter überhaupt nicht gestillt wurden und bereits als Neugeborene Tiermilch oder Brei erhielten, und zwar bei allen Bevölkerungsschichten. Belege für diese Praxis gibt es für Niederbayern, Teile Württembergs, Böhmen, Teile der Schweiz, das österreichische Tirol, Norditalien, Finnland, Schweden, Russland und Island. Seit der Aufklärung erschienen zahlreiche medizinische Schriften, die Mütter zum Stillen anhielten, doch in diesen Regionen blieben sie wirkungslos, obwohl die Säuglingssterblichkeit bei nicht gestillten Kindern wesentlich höher war. In Niederbayern bestand diese Tradition noch um 1900 bei Dreiviertel aller Mütter, wie Befragungen bei Impfterminen ergaben, während in Oberfranken 80 Prozent stillten. In München lag die Stillquote zwischen 1861 und 1886 unter 20 Prozent. „Südlich von der Donau ist es beim Landvolk allgemeine Sitte, die Kinder nicht an der Brust, sondern auf künstliche Weise aufzuziehen. Die Bauersfrauen verwerfen das Säugen als eine Unbequemlichkeit, ja sogar als ein Geschäft, das unter ihrer Würde sei. An die Stelle der Muttermilch tritt hier die unpassendste Nahrung, nämlich ein Milchbrei von möglichster Dicke, der dem Kinde in großer Masse und oft auch in schlechter, saurer Qualität beigebracht wird“, schrieb ein Medizinhistoriker 1865 über Württemberg. Ein bayerischer Arzt bezeichnete 1871 stillende Frauen als Ausnahme, die Säuglinge erhielten stattdessen Mehlbrei und Zuckerwasser. „Selbst die Kuhmilch wird in manchen Gegenden Schwabens aus Geiz, um dieselbe zur Käsebereitung verkaufen zu können, entzogen.“

Eine Mutter beim Füttern, Gemälde von Leon Lhermitte (Ausschnitt), 1881

Ein Grund für den weitgehenden Stillverzicht ganzer Regionen dürfte die starke Inanspruchnahme der Frauen als Arbeitskräfte gewesen sein. Ein süddeutscher Pfarrer berichtete 1868: „eine Mutter wird als übertrieben faul verschrieen, wenn sie sich entschliesst und Zeit nimmt, ihrem Kinde die Brust zu reichen, und darum macht sie es am Ende lieber wie die anderen und lässt es bleiben.“ Ähnliches galt für Schweden. Im Jahr 1749 ließ die Regierung auf Grund der hohen Säuglingssterblichkeit eine landesweite Erhebung durchführen. Besonders hoch war sie im äußersten Norden, wo etwa die Hälfte aller Kinder im ersten Lebensjahr starb. Hier war es seit Generationen üblich, die Babys vom ersten Tag an mit Kuhmilch zu füttern, wofür ein Kuhhorn benutzt wurde. War der Säugling etwas älter, wurde das gefüllte Horn so über die Wiege gehängt, dass das Kind ohne Hilfe daraus trinken konnte. Die Hörner wurden selten gereinigt und enthielten Bakterien, die Milch verdarb darin sehr schnell. Als Begründung für diese Praxis gaben die Mütter an, dass sie auf Grund ihrer Arbeit in der Landwirtschaft keine Zeit hätten zu stillen.
In den Erntemonaten starben allgemein mehr Kleinkinder als im Winter. „Phasen starker Arbeitsintensität in der Landwirtschaft gingen bis zum Ende des 19. Jahrhunderts in den meisten europäischen Ländern mit einer erhöhten Säuglingssterblichkeit einher.“ Das preußische Allgemeine Landrecht von 1794 legte fest: „Eine gesunde Mutter ist ihr Kind selbst zu säugen verpflichtet (…) Wie lange sie aber dem Kinde die Brust reichen solle, hängt von der Bestimmung des Vaters ab.“
Seit dem 18. Jahrhundert bezeichneten Mediziner das Stillen als „natürliche Pflicht“ der Mutter und kritisierten den Einsatz von Ammen. Auch der bislang übliche Mehlbrei galt nun als schädlich für Magen und Darm der Säuglinge. Die ersten sechs Monate sollte das Kind nur Milch bekommen, danach zusätzlich eine mit Milch zubereitete Brotsuppe oder eine Biersuppe mit Butter und Zucker. Geeignet seien auch „süße Molken“, für die man frische Milch und gequirltes Ei kochen sollte; die oberste Schicht wurde dann abgeschöpft. „Wenn das Kind aus der ersten Woche heraus ist, kann man diese Molken nach und nach mit Semmel-Krume oder Reiß kochen, und so können die Kinder allein damit groß gezogen werden. (…) Wenn ein Kind nur das erste Vierteljahr überstanden hat, so kann es schon an andere Suppen, auch sogar an dünne Fleisch-Suppen, gewöhnt werden.“ Man fütterte die Babys mit dem Löffel oder benutzte so genannte „Lutschkännchen“ oder eine Art Trinkhalm mit einem Schwämmchen oder Läppchen als Sauger.

#### 19. Jahrhundert

Baby mit historischer Saugflasche um 1900

Mitte des 19. Jahrhunderts wurden die Kinder in Deutschland allmählich entwöhnt, sobald sie Zähne bekamen. „Will man naturgemäß verfahren, so reicht man dem Kinde bis zum 6. Lebensmonat ausschließlich die Brust, sodann gibt man täglich einmal, nach einigen Wochen zweimal (…) eine Untertasse voll dünner Milch- oder (…) Fleischbrühsuppe (…) oder zur Abwechslung Wassersuppe mit Grieß, Reis, Sago.“ Da die deutsche Bevölkerungsstatistik auch Angaben zur Säuglingsernährung enthielt, ist belegt, dass die Stillquote in den Städten als Folge der Industriellen Revolution deutlich zurückging, in Berlin zwischen 1885 und 1910 um 27 Prozent; die Stilldauer sank dort im Schnitt von 8,5 auf zwei Monate.
Ende des 19. Jahrhunderts wurden nicht gestillte Neugeborene in Deutschland mit abgekochter Kuhmilch gefüttert, die mit Wasser, Fencheltee oder Haferschleim verdünnt und mit Milchzucker versetzt wurde, teilweise auch mit Natron. Auf dem Markt gab es inzwischen einen speziellen Kochapparat, mit dem die Milchrationen in kleinen Flaschen sterilisiert werden konnten (Der Chemiker Franz von Soxhlet hatte zuvor Studien über Milchsterilisierung durchgeführt). Da die Frischmilch in den Städten oft verfälscht wurde, empfahlen Mediziner als Alternative verdünnte Kondensmilch, es gab außerdem Milchkonserven.
Bei der Ernährung der Neugeborenen ohne Muttermilch, eine als künstliche Auffütterung bezeichnete Maßnahme im Fall von Komplikationen, betrug die Säuglingssterblichkeit um 1890 in Deutschland bis zu 47 % gegenüber 8 % bei Neugeborenen, die mit Muttermilch ernährt wurden. Die künstliche Auffütterung Neugeborener mit stärkehaltigen Nahrungsmitteln wie Suppen aus Getreide- bzw. Kindermehlen wurde kritisiert.

#### 20. Jahrhundert bis zur Gegenwart
Anfang des 20. Jahrhunderts entstanden in Krankenhäusern Milchbanken für Muttermilch. Das Konzept bestand darin, Milchspenden von stillenden Frauen mit überschüssiger Milch anzunehmen und unterernährte oder kranke Säuglinge damit zu füttern. Die vermutlich weltweit erste so genannte Frauenmilchsammelstelle (FMS) wurde 1909 in Wien eröffnet. 1919 folgten Sammelstellen in Boston und in Magdeburg durch die Kinderärztin Marie Elise Kayser (1885–1950). In Magdeburg wurde die abgepumpte Milch zweimal täglich bei den Spenderinnen abgeholt und im Krankenhaus abgekocht. Im ersten Jahr kamen 424 Liter zusammen, ein Jahr später die doppelte Menge. Die Sammelstelle wurde jedoch 1922 aufgegeben. Kayser gründete 1925 eine weitere FMS in Erfurt, andere Städte folgten diesem Beispiel. Die DDR institutionalisierte das System und ordnete per Gesetz die Einrichtung von Muttermilch-Sammelstellen in allen Städten mit mehr als 50.000 Einwohnern an. In der DDR gab es diese Milchbanken bis 1989, einige existieren auch heute noch, die letzten westdeutschen Sammelstellen wurden in den 1970er Jahren geschlossen. 1989 wurden nach offiziellen Angaben in der DDR insgesamt über 200.000 Liter Muttermilch gespendet, allein in Leipzig 10.000 Liter von 93 Frauen. Im Jahr 2000 wurden hier nur noch 1800 Liter von 44 Spenderinnen angenommen. Muttermilchbanken gibt es unter anderem auch in Schweden und Dänemark sowie in den USA.

## Industriell hergestellte Säuglingsnahrung

### Entwicklung der Fertignahrung

Eltern mit Flaschenkind um 1900

Die erste Fertignahrung für Säuglinge entwickelte Justus von Liebig im Jahr 1865, zunächst in flüssiger Form als „Suppe für Säuglinge“. Einige Zeit später brachte er eine Fertignahrung in Pulverform auf den Markt, die allgemein als Kindermehl bezeichnet wurde. Beide Produkte wurden ab 1866 in mehreren europäischen Ländern verkauft, wobei Liebigs Renommee zum Verkaufserfolg beitrug. Liebigs Produkte wurden zunächst in Apotheken verkauft und wegen der komplizierten Zubereitung teilweise dort auch schon fertig hergestellt. In München boten zwei Apotheker frisch zubereitete Liebig-Suppe in Einzelportionen an. 1866/67 verkaufte alleine eine davon innerhalb von elf Monaten 30.000 Portionen.
Der gelernte Apothekergehilfe Henri Nestlé fügte Liebigs Rezeptur kondensierte Milch hinzu und brachte das Pulver nach einem Versuch an zwei Säuglingen als Henri Nestle’s Kindermehl 1868 auf den Markt.
Im Jahr 1874 wurden davon 670.000 Büchsen in 18 Ländern verkauft.
Kindermehle galten als ungeeignet für die Ernährung der Kinder in den ersten Lebensmonaten.
Philipp Biedert analysierte seit 1869 die chemische Zusammensetzung von Muttermilch und Kuhmilch und entwickelte anhand dieser Erkenntnisse ein Präparat, das als Biedert’s Rahmgemenge in Apotheken verkauft wurde. 1874 folgte als Instantversion Biedert’s Kindernahrung in Dosen, deren Inhalt von butterähnlicher Konsistenz nur noch mit Wasser oder Milch verrührt werden musste.
Ab den 1880er Jahren kam eine so genannte peptonisierte Milch unter dem Namen Voltmersche Milch in den Handel, der Verdauungsenzyme der Bauchspeicheldrüse zugesetzt waren, um die Milch so künstlich „vorzuverdauen“.
Ab 1921 forschte der Kinderarzt Georg Bessau an der Herstellung eines künstlichen Nahrungsgemisches für Säuglinge, das in der Lage sein sollte, die gleichen mikrobiologischen Verhältnisse wie eine natürliche Ernährung zu schaffen.
Der amerikanische Lebensmittelhersteller Gerber war im Jahr 1928 das erste Unternehmen weltweit, das püriertes Obst und Gemüse in Dosen als Babynahrung anbot. Die ersten Produkte waren Erbsen, Karotten, Spinat und Pflaumen.
1929 kam in den USA das erste Fertigpräparat auf der Basis von Sojamehl anstelle von Milchpulver auf den Markt. Auf Grund des hohen Ballaststoffgehalts bekamen die Säuglinge davon jedoch Durchfall. Seit Mitte der 1960er Jahre wird Säuglingsnahrung aus Soja deshalb aus isolierten Sojaproteinen hergestellt.
1932 stieg die Firma Milupa mit Paulys Nährspeise, die aus in Milch aufgelöstem Zwiebackmehl bestand, in die Produktion von Säuglingsnahrung ein. Der Münchner Kinderarzt Günther Malyoth entwickelte 1934 einen „Säuglingsnährzucker“ unter dem Namen Alete. In Deutschland war es üblich, Milch mit Haferflocken zu füttern. In den 1950er Jahren kamen so genannte Schmelzflocken auf den Markt.
In der Nachkriegszeit wurde versucht, die Milchpräparate immer stärker an die Zusammensetzung von Muttermilch anzugleichen und als „humanisiert“ oder „adaptiert“ zu verkaufen.
Mitte der 1950er Jahre kamen die ersten Gemüsebreie für Babys als Konserven auf den Markt, seit 1959 abgefüllt in Gläschen. 1959 gab es fertigen Grießbrei von Milupa, 1964 entwickelte das Unternehmen die erste synthetische Milch namens Milumil.
In den letzten Jahrzehnten wurden im Bereich der Säuglingsanfangsnahrung vor allem hypoallergene Produkte (HA) entwickelt.
In Deutschland wird seit 2010 auch tiefgekühlte Bio-Beikost angeboten.

### Säuglingsanfangsnahrung

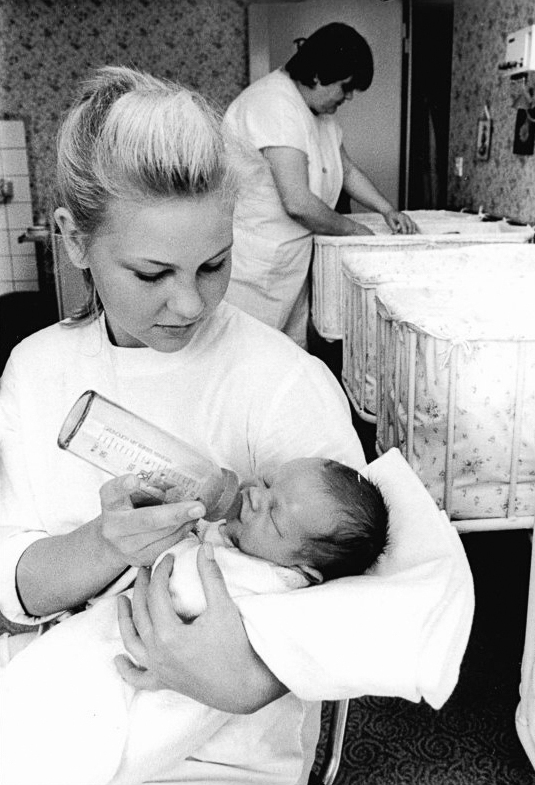
Füttern mit der Flasche 1989

Als Säuglingsanfangsnahrung werden lebensmittelrechtlich alle Lebensmittel und Produkte bezeichnet, die speziell für die Ernährung in den ersten sechs Lebensmonaten bestimmt sind und alle Nährstoffe enthalten sollen, die der Säugling benötigt. Die natürliche Anfangsnahrung ist die Muttermilch. Für die Zubereitung der Fertigprodukte aus Pulver wird Wasser hinzugefügt. Industriell hergestellte Anfangsnahrung ist zur Fütterung von Geburt an und für das gesamte 1. Lebensjahr geeignet.
Bei den Fertigprodukten wird in Deutschland unterschieden zwischen Pre-Nahrung (früher adaptierte Säuglingsmilchnahrung), die weitgehend der Zusammensetzung der Muttermilch entspricht und als einziges Kohlenhydrat Lactose enthält, und 1-Nahrung (früher teiladaptierte Säuglingsmilchnahrung), in der auch andere Kohlenhydrate wie Saccharose vorkommen.
Für unreife Frühgeborene gibt es spezielle Fertigprodukte mit erhöhtem Kohlenhydratanteil und weniger Laktose. Der Energiegehalt solcher Spezialnahrung liegt mit 80 kcal/dl (335 kJ/dl) um 10–20 kcal/dl über dem von normaler Säuglingsanfangsnahrung.

### Folgenahrung
Folgemilch (2-Nahrung) kann Säuglingen ab einem Alter von mindestens sechs Monaten zusammen mit Beikost gefüttert werden und kann als flüssiger Anteil die gemischte Kost ergänzen. Laut Empfehlung des deutschen Bundesministeriums für Ernährung und Landwirtschaft sollte Folgenahrung frühestens mit Beginn der Beikost eingeführt werden. Auch nach Einführung der Beikost sollten Säuglinge weiter gestillt werden.

### Spezialnahrung
Kinder von Allergikern haben eine erhöhte erbliche Allergieneigung. Da bei Babys die Darmschleimhaut noch durchlässig ist und artfremdes Eiweiß, zum Beispiel aus Kuhmilch, eine Lebensmittelallergie auslösen kann, gibt es auf dem Markt so genannte hypoallergene Säuglingsnahrung, auch Hydrolysat-Formula oder HA Nahrung genannt, bei der das enthaltene Eiweiß durch Hydrolyse gespalten oder denaturiert wurde. Die HA Nahrungen werden zur Allergieprävention bei allergiegefährdeten Säuglingen empfohlen. Australische Forscher bezweifeln allerdings den Nutzen von HA-Babynahrung. In einer Studie 2011 mit 620 Säuglingen mit hohem Allergierisiko, verglichen sie den Effekt von Babynahrung aus Kuhmilch und hypoallergener Nahrung.
Zur Therapie bei einer festgestellten Eiweißallergie hingegen werden Spezialnahrungen aus stark gespaltenem Hydrolysat oder aus einer Aminosäurenmischung eingesetzt. Bei der Aufspaltung des Caseins in Kuhmilch werden jedoch bittere Peptide freigesetzt, so dass diese Produkte bitter schmecken. Besonders stark hydrolysierte Formulaprodukte werden auch als semi-elementare Nahrung bezeichnet. Lebensmittelrechtlich handelt es sich dabei um „Heilnahrung“, die therapeutisch bei Erkrankungen wie Durchfall und Dyspepsie eingesetzt wird.
Da bei gestillten Babys in der Darmflora vor allem Bifidusbakterien vorkommen, die für einen pH-Wert sorgen, der die Vermehrung von Fäulnisbakterien hemmt und das Risiko von Darminfektionen und Durchfall deutlich verringert, setzen Hersteller einigen Fertigprodukten mittlerweile so genannte Probiotika oder Präbiotika (spezielle Ballaststoffe) zu, die ebenfalls zur Bildung dieser Bakterien im Darm führen sollen. Als positive Effekte dieser probiotischen Säuglingsnahrung werden die Prävention von Durchfall, Verstopfung und atopischen Ekzemen angegeben. Die gewünschte Veränderung der Darmflora durch Probiotika wurde in Studien nachgewiesen, über die Wirkung stehen entsprechende Studienergebnisse noch aus. Studien mit bestimmten Präbiotika zeigen sowohl die Entwicklung einer bifidusdominanten Darmflora als auch einen deutlichen allergiepräventiven Effekt. Darüber hinaus konnte in klinischen Studien gezeigt werden, dass diese Präbiotika einen signifikanten Beitrag zur Reduzierung des Infektionsrisikos leisten können. Ein positiver immunmodulatorischer Effekt scheint somit gegeben zu sein.
Auch bei Diagnose der sehr seltenen Ahornsirupkrankheit ist eine spezielle Ernährung notwendig.

### Beikost
In Deutschland wird Beikost nach der Verordnung über diätetische Lebensmittel als „Lebensmittel außer Milch, die den besonderen Ernährungsanforderungen gesunder Säuglinge und Kleinkinder entsprechen und die zur Ernährung von Säuglingen während der Entwöhnungsperiode und zur Ernährung von Säuglingen und Kleinkindern während der allmählichen Umstellung auf normale Kost bestimmt sind“ (BGBl. I S. 1161) bezeichnet. Die Verordnung über diätetische Lebensmittel bezeichnet Babynahrung als diätisches Lebensmittel, auch wenn sie für gesunde Säuglinge oder Kleinkinder bestimmt ist, da Babynahrung eine besondere Ernährung darstellt. Beikost darf gewerbsmäßig nur hergestellt und vertrieben werden, wenn die Zusammensetzung bestimmten Anforderungen und Beschränkungen entspricht. Diese gibt auf europäischer Ebene die Richtlinie 2006/125/EG über Getreidebeikost und andere Beikost für Säuglinge und Kleinkinder vor.

### Grundsätze der Zubereitung von Fertigpräparaten

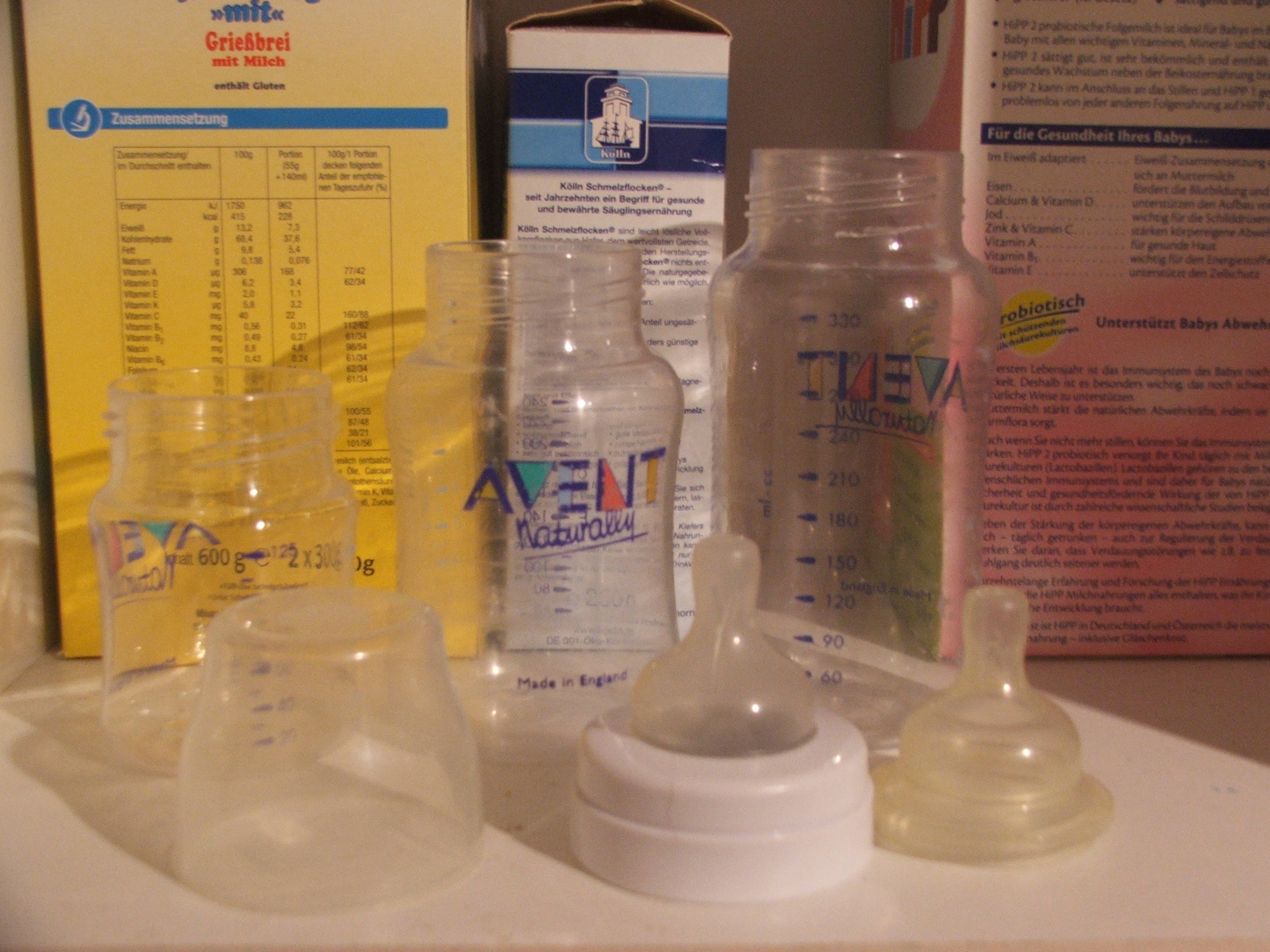
Babyflaschen

Fertigpräparate müssen mit hygienisch einwandfreiem Trinkwasser zubereitet werden.
Der Nitratgehalt darf nicht zu hoch sein, weil sonst das Risiko einer Methämoglobinämie besteht. Das Brockhaus Lexikon Ernährung nennt einen Grenzwert von 10 mg/Liter; das Bundesinstitut für Risikobewertung hält 50 mg/Liter (der Grenzwert laut Trinkwasserverordnung) für vertretbar, wenn das Fertigpräparat weniger als 100 mg/kg Nitrat (berechnet nach Zubereitung) enthält. Wasser aus Bleirohren soll ebenso wenig verwendet werden wie solches aus Wasserfiltern. Bei Kupferleitungen muss das Standwasser erst ablaufen, bis das Frischwasser spürbar kälter wird, bevor es zur Zubereitung von Fertignahrung benutzt werden darf.
1990 empfahl die Ernährungskommission der Deutschen Gesellschaft für Kinder- und Jugendmedizin (DGKJ, damals noch „Deutsche Gesellschaft für Kinderheilkunde“) noch, Säuglingsnahrung solle „grundsätzlich mit abgekochtem Trinkwasser zubereitet werden. Steht dieses ausnahmsweise einmal nicht in der erforderlichen Qualität zur Verfügung, so soll auf abgepacktes Wasser (Mineral-, Quell- oder Tafelwasser), das mit dem Hinweis geeignet für die Zubereitung von Säuglingsnahrung versehen ist, zurückgegriffen werden.“ Solches abgepacktes Wasser, das auch „Babywasser“ genannt wird, muss Grenzwerte einhalten, die weit niedriger liegen als für Erwachsene, da Säuglinge gemessen am Körpergewicht einen weit höheren Flüssigkeitsumsatz haben und Schadstoffe auf sie einen weit größeren Einfluss haben können als auf Erwachsene. Die Höchstwerte liegen bei 20 mg/l Natrium, 10 mg/l Nitrat, 0,02 mg/l Nitrit, 0,7 mg/l Fluorid, 240 mg/l Sulfat, 0,05 mg/l Mangan und 0,005 mg/l Arsen; im Dezember 2006 wurde zusätzlich ein Grenzwert von 0,002 mg/l für Uran festgelegt.
Nach den Empfehlungen der Ernährungskommission der DGKJ von 2004 und von 2014
muss Trinkwasser für Säuglingsnahrung nicht abgekocht werden, wenn es hygienisch einwandfrei ist.

### Werberichtlinien

Altes Werbeplakat für Nestlé-Kindermehl, um 1900

Innerhalb der EU gibt es Richtlinien für die Werbung von Säuglingsfertignahrung, die alle Werbemaßnahmen verbieten, die darauf ausgerichtet sind, Mütter gezielt vom Stillen abzuhalten. So nimmt Richtlinie 91/321/EWG bzw. die Richtlinie 2006/141/EG Bezug auf den Internationalen Kodex für die Vermarktung von Muttermilchersatz. Die Richtlinien werden in den Ländern jeweils durch nationale Gesetze umgesetzt, in Deutschland seit 2005 durch die Diätverordnung. Danach ist es verboten, Fertigprodukte als der Muttermilch völlig gleichwertig oder überlegen darzustellen. Erlaubt sind nur wissenschaftlich bestätigte Sachaussagen über die Produkte. Die Begriffe „humanisiert“ und „maternisiert“ dürfen nicht mehr verwendet werden, für den Begriff „adaptiert“ gibt es genaue Vorgaben. Eine idealisierte Darstellung von Flaschennahrung durch Text oder Bild ist verboten. Die Hersteller müssen in Broschüren u. Ä. immer auf die Vorzüge von Muttermilch hinweisen. Auch das Verteilen kostenloser oder verbilligter Produktproben ist nicht erlaubt.
Allgemeiner formuliert beinhalten auch die Europäischen Richtlinien 2006/82/EG, 1999/21/EG, 96/4/EG und 91/321/EWG Regelungen zur Säuglingsfertignahrung.

### Vermarktung von Babynahrung in Entwicklungsländern
Die Vermarktung von Milchpulver und Säuglingsnahrung in Entwicklungsländern und die Lieferung solcher Produkte als Nahrungsmittelhilfe ist seit den 1970er Jahren umstritten. Ausgelöst wurde die öffentliche Diskussion in Europa und in den USA vor allem durch den Hersteller Nestlé, der durch massive Werbekampagnen in afrikanischen Ländern in die Kritik geraten war. Nestlé wurde vorgeworfen, nicht nur in Massenmedien für seine Fertigmilch zu werben und Müttern zu suggerieren, ihre Produkte seien besser für Säuglinge als Muttermilch, sondern auch Direktmarketing durch das Verteilen von Gratisproben zu betreiben und in Krankenhäusern so genannte „Milchschwestern“ einzusetzen, die den Müttern von Neugeborenen Nestlé-Produkte anboten. Diese Werbestrategien waren erfolgreich und führten zu sinkenden Stillraten in Entwicklungsländern. Da in diesen Ländern das Trinkwasser häufig verunreinigt ist und vor Gebrauch nicht abgekocht wird, stieg durch unsachgemäße Zubereitung der Flaschennahrung die Säuglingssterblichkeit an. Viele Mütter konnten wegen Analphabetismus die Hinweise auf den Packungen nicht lesen. Oft wurden die teuren Präparate zu stark mit Wasser verdünnt, so dass die Nährstoffversorgung der Kinder unzureichend war.
Der Mediziner Derrick Jelliffe prägte in diesem Zusammenhang den Begriff „kommerziogene Fehlernährung“. 1970 war die massive Werbung der Hersteller von Säuglingsnahrung in Entwicklungsländern erstmals Thema einer Beratungskommission der UNO. Im Jahr 1974 veröffentlichte die englische Organisation War on Want einen kritischen Bericht über mehrere Unternehmen mit dem Titel The Baby Killer, wobei sich das Wort „Killer“ auf die Babyflasche bezog. Die schweizerische Arbeitsgruppe Dritte Welt Bern gab eine leicht veränderte deutsche Übersetzung der Publikation heraus mit dem Titel Nestlé tötet Babys. Nestlé erhob daraufhin Klage wegen Ehrverletzung. 1976 wurde die Aktionsgruppe wegen des Titels zu einer Geldbuße von 300 Franken verurteilt. Im Urteilsspruch hieß es, die übrigen in der Publikation erhobenen Vorwürfe zur Vermarktung seien ausreichend belegt.
Eine Folge der öffentlichen Diskussion und des Nestlé-Prozesses war die gesetzliche Regelung der Herstellerwerbung für Babyfertignahrung.
Die Lieferung von Milchpulver an Staaten der so genannten Dritten Welt hatte auch wirtschaftliche Gründe, denn in mehreren europäischen Ländern wie der Schweiz und Deutschland gab es eine Überproduktion bei der Milcherzeugung (Milchsee). In der Schweiz begannen die staatlich subventionierten Lieferungen von Milchpulver Anfang der 1960er Jahre. Der Schweizer Milchverband startete eine Sammelaktion unter dem Namen Milchspende UNICEF – Milch für unterentwickelte Mütter und Kinder. Die Schweizer Nahrungsmittelhilfe bestand 1962 ausschließlich aus Milchpulver, 1975 nur noch zu 54 %, 1980 zu 68 %.

### Umsatz und Marktanteile der Babynahrungs-Hersteller in Deutschland
Im Jahr 2012 betrugen die Endverbraucher-Umsätze im Handel für Babynahrung in Deutschland 650 Millionen Euro.
| Rang | Unternehmen           | Marken                   | Umsatz 2012 (EVP) | Marktanteil |
| ---- | --------------------- | ------------------------ | ----------------- | ----------- |
| 1    | Hipp                  | Hipp, Bebivita           | 330 Mio. Euro     | 50,8 %      |
| 2    | Danone                | Aptamil, Milumil, Milupa | 132 Mio. Euro     | 20,3 %      |
| 3    | Nestlé                | Alete                    | 116 Mio. Euro     | 17,8 %      |
| 4    | Alnatura              | Alnatura, Biomio         | 27 Mio. Euro      | 4,1 %       |
| 5    | Deutsches Milchkontor | Humana                   | 16 Mio. Euro      | 2,5 %       |
|      | Sonstige              |                          | 29 Mio. Euro      | 4,5 %       |

Quelle: Nielsen / Unternehmensangaben / LZnet

## Allergiepotenzial von Säuglingsnahrung
Da das Immunsystem von Säuglingen noch nicht entwickelt ist, besteht eine erhöhte Anfälligkeit für Allergien, vor allem für Kinder von Atopikern. Weil Babys nach dem Abstillen meist zuerst mit Kuhmilchprodukten und damit artfremdem Eiweiß in Berührung kommen, sind allergische Reaktionen auf Produkte, die Kuhmilch enthalten, die häufigste Allergie im Säuglingsalter. Stillen hat eine vorbeugende Wirkung. Vor allem nicht gestillte, sondern mit Säuglingsanfangsnahrung aus Kuhmilch ernährte Babys sind eher gefährdet. Eine Kuhmilchallergie kommt bei Babys mit 2 bis 3 Prozent vor. Häufige Symptome sind Koliken, Durchfall und das Atopische Ekzem in Form seiner Erstmanifestation als Milchschorf. Bei 90 % der Kinder verschwindet die Eiweißallergie im Kleinkindalter (bis zum 3. Lebensjahr) jedoch wieder.
Muttermilch enthält kein artfremdes Eiweiß und gilt daher als hypoallergen. „Sie stellt aber keinen absoluten Schutz vor der Manifestation der atopischen Anlage dar, unter anderem weil unter bestimmten Bedingungen Spuren allergen wirksamer Nahrungsbestandteile in der Muttermilch vorkommen können.“ Bei allergischen Reaktionen empfehlen Mediziner das Ausweichen auf spezielle Hydrolysatnahrung.
Auf dem Markt sind auch Fertigprodukte auf der Basis von Ziegenmilch erhältlich, die vom Hersteller auch zur alternativen Ernährung bei Kuhmilchallergie empfohlen werden. Allergische Reaktionen auf Schaf- und Ziegenmilch sind selten beschrieben. Säuglingsmilchen auf der Basis von Ziegenmilch sind nach den EU-Richtlinien und den wissenschaftlichen Stellungnahmen der EFSA neuerdings ebenso als Proteinquelle für spezielle Säuglingsnahrung zugelassen und gelten als ebenso wertvolle Proteinquelle wie Babynahrung aus Kuhmilch. Zur Verträglichkeit von Ziegenmilch bei Säuglingen gibt es anerkannte kontrollierte wissenschaftliche Studien. Zwar ist das Allergiepotenzial von Säuglingsmilchnahrung auf Ziegenmilchbasis geringer als von Säuglingsmilch auf Kuhmilchgrundlage; zur generellen Vorbeuge einer Allergie eignen sich laut ‚Netzwerk Gesund ins Leben‘ Säuglingsnahrungen auf Basis von Sojaprotein, Ziegen-, Stuten- oder anderer Tiermilch jedoch nicht.
Ebenfalls für Säuglinge zugelassen sind Präparate auf Sojabasis, die häufig als Alternative zu Kuhmilchprodukten angesehen werden. Ernährungsmediziner weisen jedoch darauf hin, dass auch Soja ein allergenes Potenzial hat. 30 bis 50 Prozent aller Säuglinge mit einer Kuhmilchallergie reagieren auch auf Sojaeiweiß. Kritisch bewertet wird außerdem der hohe Gehalt an Phytat, Aluminium aus Verunreinigungen und Phytoöstrogenen. Bei Frühgeborenen wurden negative Einflüsse auf die Gewichtszunahme und den Eiweißstoffwechsel festgestellt. Als Indikationen für Sojanahrung gelten daher nur eine seltene angeborene Laktoseintoleranz und Galaktosämie, nicht aber eine Kuhmilchallergie. Das Bundesinstitut für Risikobewertung (BfR) erklärte im Mai 2007: „Wie sich eine erhöhte Zufuhr an Isoflavonen bei Säuglingen langfristig auswirkt, ist nicht abschließend geklärt. Aus Vorsorgegründen schließt sich das BfR, solange keine weiteren Daten vorliegen, der Empfehlung der Ernährungskommission der Deutschen Gesellschaft für Kinder- und Jugendmedizin an. Danach sind Säuglingsnahrungen aus Sojaeiweiß kein Ersatz für Kuhmilchprodukte. Nicht oder nicht voll gestillte Säuglinge sollten sie nur in begründeten Ausnahmefällen und nach ärztlicher Empfehlung regelmäßig bekommen. Sojanahrung für Säuglinge ist nicht für die Ernährung gesunder Säuglinge gedacht.“
Beikost sollte erst nach dem vollendeten vierten Lebensmonat eingeführt werden. Um mögliche Unverträglichkeiten festzustellen, sollte ein neues Lebensmittel erst mindestens drei bis vier Tage gefüttert werden, bevor ein weiteres in die Ernährung des Kindes eingeführt wird. Nach neusten Empfehlungen sollte im ersten Lebensjahr die Verwendung von Nahrungsmittel mit hohem Allergenpotenzial wie Eier, Fisch, Kuhmilch oder Nüsse nicht mehr vermieden werden. Es gibt im Gegenteil Hinweise, dass Fischverzehr einen protektiven Einfluss auf die Entstehung von Allergien hat.

## Gefahren durch Säuglingsnahrung
Sporen einiger Bakterien können von Bienen aufgenommen werden und im Honig überleben. Besonders gefährlich ist der Krankheitserreger Clostridium botulinum, der das Botulinumtoxin freisetzt, das zu Botulismus (Lähmungserscheinungen) führen kann. Clostridien sowie Botulinumtoxin werden für 15 bis 30 % der Fälle von plötzlichen Kindstod verantwortlich gemacht.
Bei einer Studie in Deutschland wurden Säuglingsnahrung und Honig aus Deutschland und Vietnam untersucht. „Acht (davon 6 Säuglingsnahrungs- und 2 Honigproben) von 46 in Deutschland gekauften Proben enthielten C.-botulinum-Sporen. Alle Säuglingsmilchpulverproben waren negativ, während 4 der 9 Getreidenahrungsproben, eine von 8 Kartoffelpurée- und eine von 7 Gemüsenahrungsproben positiv für Typ B waren.“ (Siehe dazu auch Honig)
Um Botulismus bei Babys zu vermeiden, sollte fertig zubereitete oder angebrochene Babynahrung nicht zu lange bei Raumtemperatur aufbewahrt werden, höchstens einen Tag lang im Kühlschrank gelagert werden sowie weder Honig noch (Mais-)Stärkesirup, Ahornsirup oder andere süße (Frucht)Sirupe oder Saft von rohen Karotten oder rohen roten Rüben für die Zubereitung oder Süßung verwendet werden. Ebenso sollten die Brustwarzen oder Schnuller nicht mit Honig bestrichen werden, um Saughemmungen zu überwinden. Da Clostridien auch in der Erde vorkommen, sind alle Lebensmittel aus bodennaher Herkunft (Erdbeeren, Fallobst, Wurzelgemüse, Teekräuter) und daraus hergestellte ungenügend erhitzte Zubereitungen gefährdet (beispielsweise Teezubereitungen mit getrockneten staubverunreinigten Kräutern mit warmem Wasser ohne nachfolgender Erhitzung).
Das Auftreten der Clostridien oder des Toxins ist nicht mit Fäulnisgeruch verbunden, eine Kontamination kann auch bei geschmacklich einwandfreien Lebensmitteln vorhanden sein. Clostridien vermehren sich unter Luftabschluss, vor allem bei Raumtemperaturen. Ein Großteil der gemeldeten Botulismusfälle ist auf selbsteingekochte Konserven zurückzuführen (zu denen auch Vakuumverpackungen, „Eingewecktes“, Marmeladen und kalt angesetzte oder einmalig erhitzte Sirupe gehören). Vermehrung von Clostridien führt zu aufgeblähten Dosen, Packungen und geringem Überdruck beim Öffnen (was aber auch durch Gärung verursacht worden sein kann). Ein „Plopp“-Geräusch beim Öffnen eines Babynahrung-Gläschens ist in den meisten Fällen auf den darin bestehenden Unterdruck zurückzuführen (die Gläschen werden bei der Herstellung warm zugedeckelt, erhitzt und abgekühlt, die damit verbundene thermische Volumenkontraktion führt zum Unterdruck).
Kühle Lagerung entsprechend der empfohlenen Lagerbedingungen reduziert die Vermehrung. Erhitzen auf 100 °C tötet die aktiven Erreger und das Toxin, ein zweites Erhitzen inaktiviert auch die Sporen, wobei das Erhitzen auch der Vorbeugung anderer Infektionskrankheiten wie Listeriose dient und gegen Salmonellen wirkt.
Die regelmäßige Gabe von Flaschennahrung kann Karies an Milchzähnen auslösen, das so genannte Nursing-Bottle-Syndrom.
Mitunter können auch Leitungswässer und Mineralwässer, die zur Zubereitung von Babynahrung verwendet werden, zu viel Nitrate enthalten, in einer Untersuchung, welche die Zeitschrift Öko-Test initiiert hatte, wurden aber auch Abbauprodukten von Pestiziden oder erhöhte Keimzahlen sowie erhöhte Mengen von Schwermetallen (wie etwa Uran) in einzelnen Mineralwässern gefunden.
Die Chemikalie Bisphenol A kann aus Behältern, die aus Polycarbonat bestehen, beim Aufkochen von Babynahrung in Babyfläschchen, beim Sterilisieren des Fläschchens oder aus Saugern und Schnullern herausgelöst werden und wird dann in der Folge von Babys aufgenommen, gespeichert aber auch wieder ausgeschieden. Gemäß den Stellungnahmen der europäischen Lebensmittelbehörde (EFSA), dem Bundesinstitut für Risikobewertung (BFR), der „Beratungskommission der Gesellschaft für Toxikologie“ und des Bayerischen Landesamts für Gesundheit und Lebensmittelsicherheit liegen die Mengen im ungefährlichen Bereich. Trotzdem ist in der EU der Einsatz von Polycarbonaten aus dem Rohstoff Bisphenol A als Material für Babyfläschchen verboten. Die Freisetzung von gesundheitsschädlichem Bisphenol A aus Polycarbonat kann auch aus anderen daraus hergestellten Haushaltsgeräten erfolgen, die zur Zubereitung von Babynahrung Verwendung finden, vor allem aus Wasserkochern, Standmixerbehältern bei der Herstellung von warmer Suppe oder Brei, Messbechern und Einweggeschirr, auch bei Heißprogrammen im Geschirrspüler mit Weiterverteilung auf anderes Geschirr.
Wie Reis sind auch Kindernahrungen auf Reisbasis wie Reisflocken mit Arsen belastet, in der Mehrheit zwischen 100 und 350 Mikrogramm pro kg (zum Vergleich: der Höchstwert für Trinkwasser beträgt in der EU 10 Mikrogramm pro Liter). Bei Kleinkindern ist die Arsenaufnahme durch reishaltige Nahrung bezogen auf das Körpergewicht 2- bis 3-mal höher als bei Erwachsenen, daher empfiehlt das bayrische LGL nicht mehr als maximal 20 Gramm Reiswaffeln pro Woche für Kinder bis zu drei Jahren.
Eine Zugabe von Zucker kann das Essverhalten negativ beeinflussen.

## Ernährungsphysiologische Einordnung
Muttermilch ist die speziesspezifische Anfangsnahrung für Menschen, wodurch sie einzigartig und auf Grund ihrer komplexen Zusammensetzung industriell hergestellten Nahrungen (Formula-Nahrungen) überlegen ist. Durch Antikörper in der Muttermilch kann sie vor Infektionen schützen. Die positiven Effekte werden verschiedenen Inhaltsstoffen der Muttermilch zugeschrieben, die in Formula-Nahrungen nicht oder zumindest nicht in gleicher Menge enthalten sind. Dazu gehören neben intakten Zellen des Immunsystems und Immunglobulinen die Aminosäuren Taurin und Glutamin, mehrfach ungesättigte Fettsäuren, Polyamine, Nukleotide, Laktoferrin, Lysozym, Oligosaccharide, Inositol, Carnitin und Antioxidantien. Allerdings konnte der Schutz vor weiteren Risiken, wie dem Plötzlichen Kindstod, Diabetes mellitus Typ I und II, Übergewicht, Hypercholesterinämie und Asthma bereits in Studien widerlegt werden. Bei der Kontrolle des Sozialstatus und der Bildung der Eltern, stellten sich die gesundheitlichen Effekte durch Muttermilch als Artefakt heraus. Bei methodisch einwandfreien Studien konnte in dieser Hinsicht kein Unterschied zwischen gestillten und flaschengefütterten Kindern festgestellt werden. Auch eine positive Auswirkung auf die Intelligenz der Kinder konnte nicht nachgewiesen werden.
Festgestellte Rückstände schwer abbaubarer, gut fettlöslicher chlororganischer Verbindungen wie Hexachlorcyclohexan, DDT und Polychlorierte Biphenyle in der Muttermilch haben zeitweise zu einer Zurückhaltung beim Stillen geführt, da befürchtet wurde, der Säugling am Ende der Nahrungskette könnte diese Schadstoffe in zu hohen Mengen im Körper anreichern. Mittlerweile haben Studien ergeben, dass der Gehalt dieser Fremdsubstanzen in der Muttermilch wieder sinkt. Wenn die Muttermilch ab dem zweiten Lebensjahr – wie empfohlen – nicht mehr als Hauptnahrungsquelle dient, können Risiken aufgrund von Fremdsubstanzen mehr als aufgewogen werden.
Möchte oder kann eine Mutter nicht stillen, stehen so genannte Formula-Nahrungen für die Flaschennahrung zur Verfügung. Diese enthalten idealerweise gleich viel Eiweiß, Fett und Kohlenhydrate wie die Muttermilch. Die marktwirtschaftliche Förderung von preiswerten Anfangsnahrungen und Folgemilch suggeriert eine „kräftigere Nahrung“ für einen älteren Säugling, wobei nach Ansicht von Medizinern reale ernährungsphysiologische Bedürfnisse von Säuglingen weniger berücksichtigt werden. „Moderne Formelmilch-Produkte bringen allenfalls statistische Nachteile, das individuelle Outcome der Kinder ist in fast allen Fällen bezüglich seiner körperlichen Entwicklung optimal.“
Bei regelmäßigem Konsum von Nikotin, Alkohol und anderen Drogen oder der Einnahme von Medikamenten durch die Mutter ist auf Grund der Schadstoffbelastung aus medizinischen Gründen die Ernährung des Kindes mit Fertigprodukten vorzuziehen. Außerdem kann eine Ansteckung mit HIV oder Tuberkulose durch infizierte Mütter bei Fertigpräparaten ausgeschlossen werden. Ein weiterer möglicher Vorteil ist die ausreichende Versorgung mit Mineralstoffen und Vitaminen auch dann, wenn die Mutter unterernährt oder fehlernährt ist.
Der im zweiten Lebenshalbjahr steigende Bedarf an Eisen und Calcium kann durch die Muttermilch alleine nicht mehr gedeckt werden, weshalb zu diesem Zeitpunkt Beikost eingeführt werden soll.
Selbst hergestellter Milchersatz für die erste Lebensphase wird von Medizinern und Ernährungswissenschaftlern sehr kritisch beurteilt und überwiegend abgelehnt. In einer Stellungnahme der DGE heißt es: „Nach Ansicht der Deutschen Gesellschaft für Ernährung e. V. (DGE) bergen die Ernährung des Säuglings mit Frischkornmilch, mit dem Getreidetrank Kokkoh der Makrobiotiker oder mit einer rein pflanzlichen Reismilch Gesundheitsrisiken für das Kind, denn Rohmilch und über Nacht eingeweichtes Getreide können krankheitserregende Keime enthalten. Diese Produkte belasten zudem Magen und Darm des Säuglings, da sich die Stärkeverdauung erst während des ersten Lebensjahres allmählich entwickelt.“
Um Kinder ausreichend mit wichtigen Fettsäuren zu versorgen, sollte Kinder- und Säuglingsnahrung etwas Pflanzenöl beimischt werden, beispielsweise ein Teelöffel Rapsöl. Dabei empfiehlt sich die Verwendung spezieller Beikostöle, die nur eine vergleichsweise geringe Belastung mit Schadstoffen aufweisen. Schadstoffe umfassen Rückstände an Mineralölbestandteilen wie die gesättigten Kohlenwasserstoffe MOSH und POSH.

## Geschmacksprägung
Das Geschmackssystem entwickelt sich beim Fötus bereits im Frühstadium der Schwangerschaft. Die Zunge mit den Geschmacksknospen entsteht im zweiten Schwangerschaftsmonat. Ab dem dritten Monat nimmt das Ungeborene den Geschmack des Fruchtwassers wahr; es trinkt davon täglich zwischen 200 und 760 ml. Schon vor der 28. Woche reagiert es nachweislich positiv auf süße Geschmacksreize und negativ auf Bitteres. Reaktionen auf Gerüche sind ab der 28. Woche beobachtet worden. In der Stillzeit werden Geschmacksvorlieben des Kindes nachweislich durch die Ernährung der Mutter beeinflusst, da Aromen der Nahrung in die Muttermilch übergehen. Bereits bekannter Geschmack von Lebensmitteln wird nach dem Abstillen bereitwilliger akzeptiert.
Im Unterschied zu Muttermilch ist der Geschmack von Fertignahrung zumindest desselben Herstellers stets gleich, kann jedoch ebenfalls geschmacksprägend wirken. Früher wurde der Fertigmilch in Deutschland Vanillin zugesetzt. Bei einer Studie wurden heute 30- bis 40-jährige Probanden gebeten, zwei Ketchup-Sorten geschmacklich zu bewerten. Eine davon war mit Vanillin aromatisiert, in derselben Konzentration wie damals die Babynahrung. Zwei Drittel der Versuchspersonen, die diese Kost früher erhalten hatten, bevorzugten den Ketchup mit Vanille-Zusatz, aber nur 30 Prozent der ehemaligen Stillkinder. Erhalten Säuglinge in einer frühen Phase hypoallergene Ersatzmilch, die relativ bitter schmeckt, tolerieren sie Bittergeschmack auch Jahre später in deutlich höherem Ausmaß als Gleichaltrige. Ab dem 5. Lebensmonat verweigern Babys bittere Milch, sofern sie vorher noch nicht damit gefüttert wurden.

## Andere Kulturen

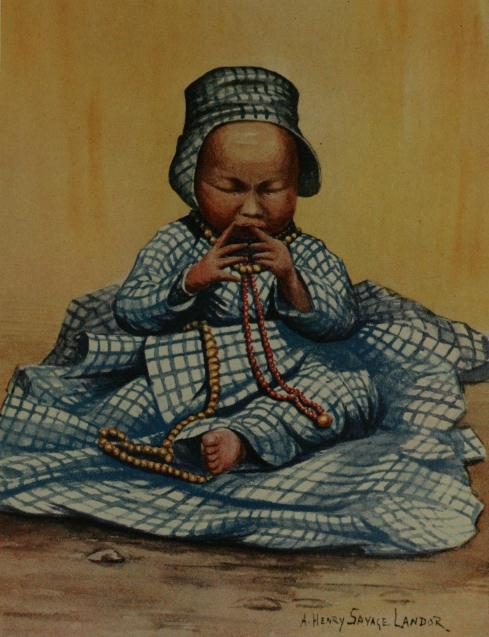
Kleinkind in Tibet, Gemälde von Arnold Landor

Die Ernährung von Säuglingen ist Teil der Esskultur einer sozialen Gruppe und wird wie diese nicht nur von wissenschaftlichen und medizinischen Ansichten beeinflusst, sondern vor allem auch von kulturellen und sozialen Faktoren. „Und wie jedes andere Essverhalten haben Varianten des Stillverhaltens ihnen zugeschriebene Bedeutungen und Werte, die in Übereinstimmung stehen mit anderen Aspekten der (jeweiligen, erg.) Kultur (…)“. In kulturellem und sozialem Kontext ist die Entscheidung, wie ein Säugling ernährt und ob und wie lange er gestillt wird, keine rein individuelle Entscheidung der Mutter, sondern immer beeinflusst von dem, was in ihrer Gesellschaft als Norm gilt.
Während die Stillquote in traditionell geprägten Kulturen im ersten Lebensjahr der Kinder sehr hoch ist, ist ausschließliches Stillen nicht weit verbreitet. In den meisten Ländern erhalten die Babys bereits mit wenigen Wochen oder schon kurz nach der Geburt zusätzlich gesüßtes Wasser, Tiermilch oder auch schon andere Nahrung.
Sowohl Muttermilch als auch anderen Nahrungsmitteln werden oft symbolische Bedeutungen zugeschrieben. So gibt es in mehreren Kulturen die Vorstellung, dass die von einer Amme gesäugten Kinder durch die aufgenommene Milch miteinander verbunden sind und eine Form der Verwandtschaft entsteht, zum Beispiel im Islam, der Ehen zwischen „Milchgeschwistern“ verbietet. Die Massai lassen angeblich Kinder vorher verfeindeter Stämme durch eigene Ammen stillen, um auf diese Weise den Friedensschluss zu symbolisieren. Bei den Murik aus Papua-Neuguinea ist es üblich, Babys in der zweiten Woche einen Brei zu geben, der als „die Knochen der Vorfahren“ bezeichnet wird; damit wird das Kind in die Gemeinschaft aufgenommen.

### Asien
Alte vedische Texte aus der Zeit um 1000 v. Chr. empfehlen, indische Kinder ein Jahr lang ausschließlich zu stillen, dann die Muttermilch durch Tiermilch und feste Nahrung zu ergänzen und ab zwei Jahren allmählich abzustillen. Es findet sich auch der weit verbreitete Aberglaube,
die erste Muttermilch nach der Geburt, das Kolostrum sei schädlich. Stattdessen erhielt das Neugeborene eine Mischung aus Honig, Ghee, Pflanzensaft und Goldstaub. Das Füttern spezieller Säuglingsnahrung war in Indien lange unüblich. Die meisten Mütter stillen mindestens sechs Monate lang ausschließlich und geben dann zusätzlich Tiermilch. Mit etwa einem Jahr erhalten die Kinder dann die erste feste Nahrung, die aus Linsen (dhal), Reis und Gemüse besteht. In Kerala und bei den Chamar in Nordindien ist es üblich, die erste Reismahlzeit des Säuglings mit einer festlichen Zeremonie zu feiern. In Sri Lanka erhalten die Kinder ebenfalls mit sechs (Jungen) bzw. sieben Monaten (Mädchen) feste Nahrung; in einem Tempel gibt es eine zeremonielle Fütterung mit süßem Reis, die das Wohlergehen des Kindes sichern soll.
In Malaysia werden Babys bereits in der ersten Woche mit einem Brei aus gekochten Bananen oder gekochtem Reis mit Zucker gefüttert, denn diese Nahrungsmittel gelten als stärkend und Muttermilch allein als nicht nahrhaft genug. Sobald das Kind kauen kann, wird es langsam an die Erwachsenenkost gewöhnt, die auf dem Land vor allem aus Reis mit Sauce und Fisch besteht sowie Obst.
In ländlichen Regionen in Vietnam, Kambodscha und Laos werden die meisten Kinder länger als ein Jahr gestillt, Fertignahrung ist nicht erhältlich oder zu teuer. Auch hier erhalten Säuglinge schon früh zusätzlich zur Muttermilch vorgekauten Reis oder einen Reisbrei. Mit etwa sechs Monaten kommen Suppe aus Wasser und Reismehl (bot) sowie Getreidebrei hinzu. Vietnamesische Frauen, die in der Stadt arbeiten, beschäftigen teilweise eine Amme, sobald sie an den Arbeitsplatz zurückkehren.

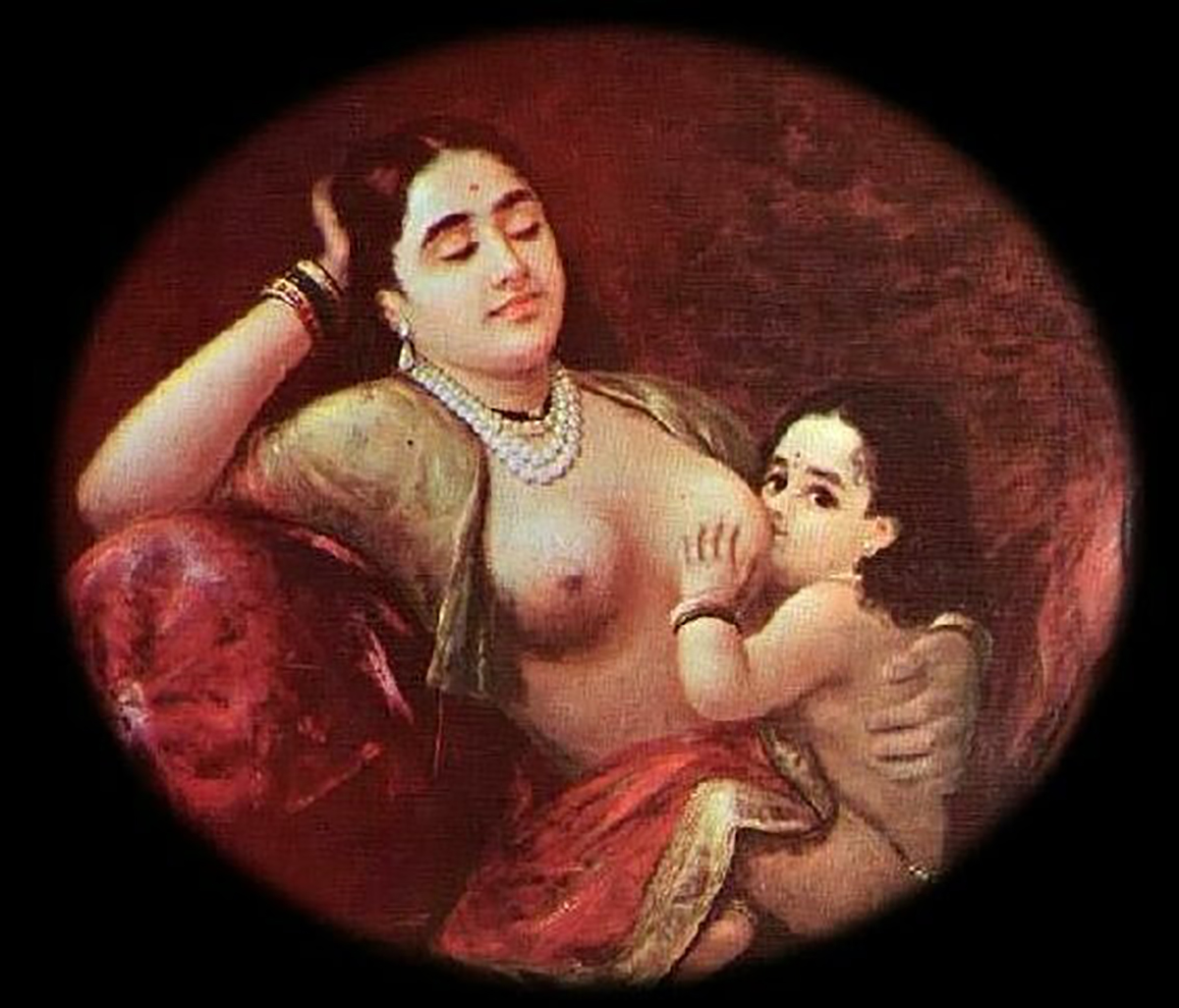
Stillende Inderin, Gemälde von Raja Ravi Varma († 1906)

Die traditionelle Kultur in Korea erwartet von Müttern, dass sie ihre Kinder drei Jahre lang stillen. Das tun heute jedoch nur noch wenige Frauen. Seit den 1970er Jahren ist die Stillquote stark zurückgegangen, vor allem in den Städten gilt Stillen als altmodisch und rückständig. Auch die Stellung der Frau in der Gesellschaft hat sich verändert. Im Jahr 2003 stillten nur noch etwa 17 % der Frauen ausschließlich, 67 % verwendeten Flaschennahrung und 14 % taten beides.
In Japan hatte eine stillende Mutter traditionell ein sehr hohes Ansehen und es war bis vor einigen Jahrzehnten üblich, sehr lange zu säugen. Auch heute werden einige Kindergartenkinder noch teilweise gestillt, andererseits erhält nur etwa die Hälfte der Säuglinge mit drei Monaten noch Muttermilch und mit sechs Monaten nur noch ein Drittel.
Während in den ländlichen Regionen der Volksrepublik China und Taiwans die meisten Kinder relativ lange gestillt werden, dominiert in den Städten und in Hongkong heute Flaschennahrung. Bei einer Studie in den 1980er Jahren wurden 75 % der sechs Monate alten Säuglinge auf dem Land gestillt und 49 % in den Städten. Auf dem Land erhielten nur 2 % ausschließlich die Flasche, in der Stadt waren es 15 %. Die übrigen Kinder wurden teilweise noch gestillt. Eine Studie aus dem Jahr 1993 ergab, dass in Hongkong nur 18 % der Neugeborenen gestillt wurden, alle übrigen erhielten Fertigprodukte. In den 1930er Jahren wurden noch zwei Drittel der Kinder länger als ein Jahr gestillt.
Im vorkommunistischen China war es innerhalb der Oberschicht üblich, Ammen zu beschäftigen, die den Status eines Dienstmädchens hatten. Es gab in den Städten Dienstbotenagenturen, die auch Frauen vom Land als Ammen an Haushalte vermittelten. Die eigenen Kinder ließen diese Mütter im Alter von etwa zwei Monaten bei der Familie zurück. Zugefüttert wird traditionell sehr früh, häufig schon in den ersten Tagen parallel zur Muttermilch. Ein dünner Brei oder eine Paste aus Reismehl gelten als besonders geeignet. Etwas später kommen weicher gezuckerter Reis, Suppe, Eier, Gebäck und Obst hinzu. Für den älteren Säugling werden Gemüse und Fleisch vorgekaut. Auf dem Land erhalten Säuglinge dagegen oft nur wässrigen Reis und Getreidebrei, hin und wieder etwas Gemüse.
In China galten traditionell weder Tiermilch noch Sojamilch als geeignete Nahrung für Babys. Mütter, die weder ausreichend stillen, noch sich eine Amme leisten konnten, verwendeten eine Paste aus zerstampften Walnüssen, die mit abgekochtem Wasser vermischt und gefüttert wurde.

### Islamische Länder
Im Koran wird eine zweijährige Stillzeit festgelegt, aber an diese Vorschrift halten sich die meisten Frauen in islamischen Ländern heute nicht mehr. In Pakistan erhält noch etwa die Hälfte der Kinder mit knapp zwei Jahren Muttermilch, im Sudan 44 %, in den Vereinigten Arabischen Emiraten und in Tunesien ein Viertel, in Jordanien 13 %. Es ist weit verbreitet, den Säuglingen schon in den ersten Tagen nach der Geburt Zuckerwasser oder Tee zu geben und nach 40 Tagen mit dem Zufüttern von Fertigprodukten zu beginnen, weil diese als besonders nahrhaft angesehen werden. Bei einer Studie im Jahr 1999 in den Arabischen Emiraten erhielten 76 Prozent der Babys im ersten Lebensmonat außer Muttermilch zusätzliche Flaschennahrung: knapp 30 % ein Fertigprodukt, 26 % Vollmilch (Kuh- oder Ziegenmilch), 14 % Magermilch und 5 % Kondensmilch.
In Ägypten erhalten Kinder im ersten Lebensjahr Gemüsesuppe, gekochte Hülsenfrüchte, Milchpudding und gesüßten Getreidebrei; mit zwei Jahren kommen weitere stärkehaltige Lebensmittel hinzu. In Saudi-Arabien wird Beikost im Alter von fünf bis sieben Monaten eingeführt und besteht zunächst aus Reis, Brot und Gemüsesuppe. In den Arabischen Emiraten wird feste Nahrung erst am Ende des ersten Lebensjahres gegeben und besteht vor allem aus Reis und Brot. Allgemein ist die Babykost in dieser Region sehr proteinarm. Ein Grund ist die weit verbreitete Ansicht, dass tierische Produkte von Kleinkindern nicht verdaut werden können und im Darm zu Fäulnisprozessen führen.

### Afrika

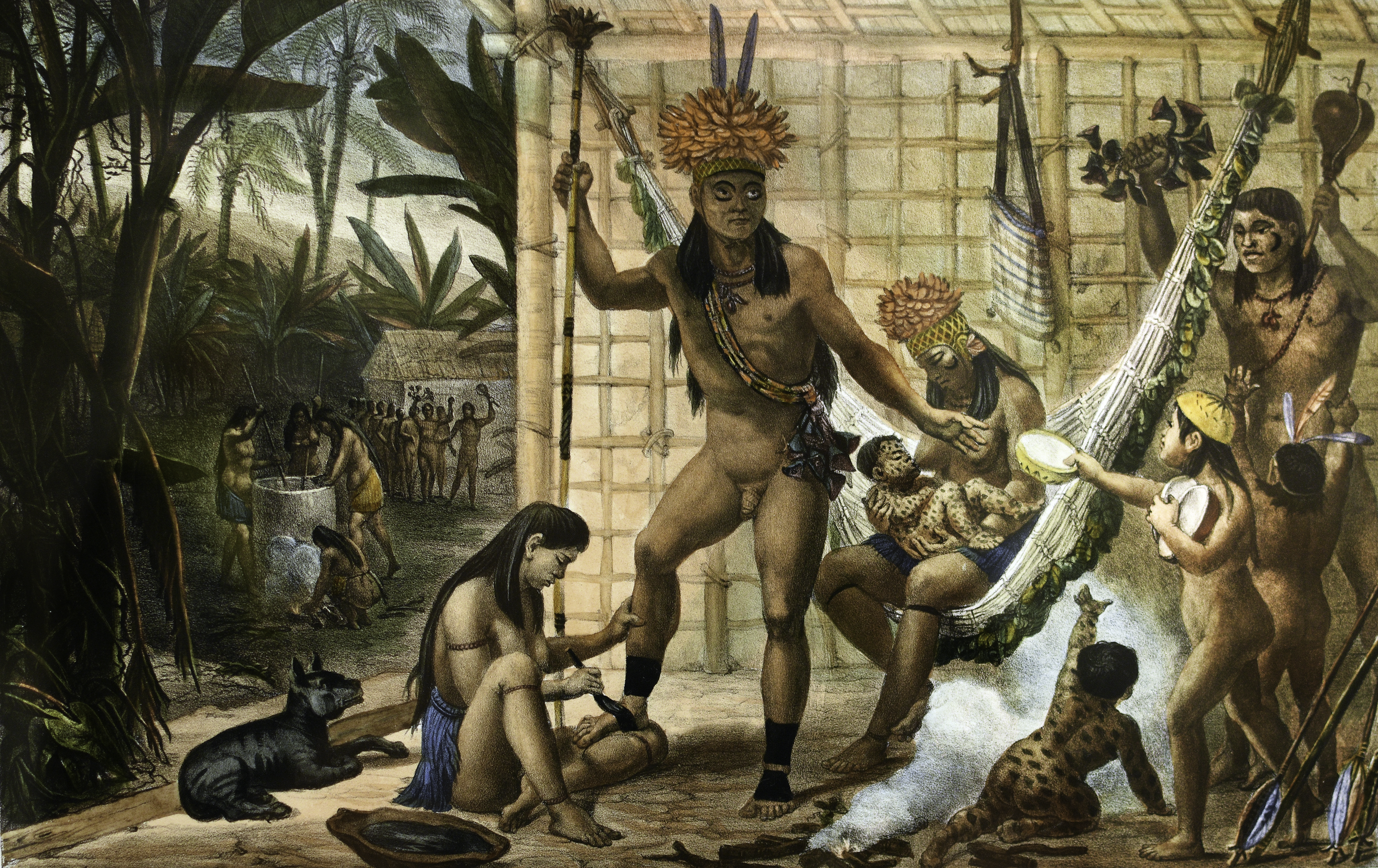
Indianerfamilie in Brasilien, Gemälde von Jean-Baptiste Debret

In Afrika ist es üblich, den Säuglingen sehr früh außer Muttermilch andere Nahrung zu geben, auch schon vor der Einführung kommerzieller Produkte. Bei den Luo in Kenia wird traditionell oft schon mit etwa zwei bis drei Wochen zugefüttert, spätestens mit drei Monaten macht Getreidebrei die Hälfte der Babykost aus. Ab sechs Monaten ist ein Brei aus Hirse und gesäuerter Milch die Hauptnahrung. Die Akamba geben den Kindern mit ein bis zwei Monaten abgekochte Kuhmilch und im dritten Monat einen dünnen Brei aus Maismehl (uji). Im zweiten Lebenshalbjahr kommen ein dickflüssiger Brei (ugali) und Gemüseeintopf hinzu.
In Nigeria erhalten die Babys kurz nach der Geburt Kräutertee und im Alter von zwei Monaten einen Maisbrei. Mit sechs bis neun Monaten werden sie zusätzlich mit vorgekautem Yams gefüttert. In Zaire werden schon früh Kräutermischungen, zerdrückte Bananen oder ein Brei aus Maniok gefüttert. Während in den 1950er Jahren nur 13 % der nigerianischen Mütter Fertigmilch verwendeten, hat die Zahl seit den 1960er Jahren stark zugenommen. In den 1980er Jahren erhielten 77 % der drei Monate alten Säuglinge in den Städten und 40 % auf dem Land Fertignahrung neben Getreidebrei. Die Stilldauer betrug in den Städten mindestens sechs und auf dem Land mindestens zwölf Monate.
Sobald ein Kind kauen kann, erhält es in Westafrika auch etwas von der üblichen Erwachsenenkost. Mais- oder Hirsebrei, Yams und Hülsenfrüchte sind die Hauptnahrungsmittel für Kleinkinder, die in der Regel kaum tierische Produkte erhalten.
Die Ernährung der Hirtenvölker in Afrika unterscheidet sich deutlich von der sesshafter Bevölkerungsgruppen, vor allem durch einen hohen Anteil von Milchprodukten und tierischen Fetten. Das gilt auch für die Babynahrung. Bei den Turkana in Kenia werden die Kinder zum Beispiel im Schnitt 21 Monate lang gestillt, erhalten jedoch schon als Neugeborene etwas Butterfett und danach regelmäßig die ersten sechs Monate lang. Mit etwa vier Monaten kommt die Milch von Kamelen und Ziegen hinzu, mit etwa zehn Monaten Schmalz und fettes Fleisch, etwas später Mais und mit 15 Monaten Blut, ein Grundnahrungsmittel vieler Nomadenvölker. Nach dem Abstillen liefern Milch und Milchprodukte 75 % der Nahrungsenergie bei Kleinkindern. Ähnlich ist es bei den Massai. Hier erhält das Baby kurz nach der Geburt traditionell zuerst einige Teelöffel Butter oder Sahne, bevor es an die Brust gelegt wird. Trinkt der Säugling nicht ausreichend Muttermilch, werden Butter und Kuhmilch zugefüttert oder ersetzen das Stillen völlig. Bis das Kind mit etwa acht Monaten anfängt zu laufen, bekommt es täglich eine Tasse mit Fett, danach nur noch etwa alle drei Wochen. Die Massaifrauen stillen etwa zwei Jahre lang.

### Nordamerika
In den USA wurde Kuhmilch bis in die 1920er Jahre meistens nicht abgekocht, weil man das fälschlich für eine Ursache von Vitaminmangel und Skorbut hielt. Die Sterberate nicht gestillter Säuglinge war deshalb deutlich höher als in Europa. Erst als Babys Fruchtsaft erhielten und dadurch weniger Skorbut auftrat, stieg die Popularität von Kuhmilch als Muttermilchersatz. Obst und Gemüse wurden lange Zeit als für Babys ungeeignet angesehen. Bis in die 1920er Jahre erhielten Säuglinge in den USA erst mit etwa einem Jahr Gemüsesuppe, mit 18 Monaten zusätzlich Kartoffeln, anderes Gemüse erst ab zwei Jahren. Erst in den 1930er Jahren wurde das Zufüttern von püriertem Obst und Gemüse ab sechs Monaten empfohlen. In den 1960er Jahren war es dann schon nach wenigen Wochen üblich.
Bis in die 1950er Jahre stellten amerikanische Mütter Flaschennahrung selbst her, indem sie Milch oder Kondensmilch, Wasser und Maissirup mischten.

### Lateinamerika
In Lateinamerika gehen die Mütter traditionell davon aus, dass ihre Ernährung und ihre gesundheitliche und seelische Verfassung die Muttermilch direkt beeinflussen. Starke Aufregung oder Stress führen nach dieser Auffassung zu „leche agitada“ („aufgeregter Milch“), die für den Säugling schädlich sei. In Ländern wie Kuba und Puerto Rico ziehen Mütter es deshalb vor, Babys bei Nervosität und Stress abzustillen und mit Fertigpräparaten zu füttern. Generell werden Säuglinge in dieser Region in allen Bevölkerungsschichten nur wenige Monate gestillt. Fertignahrung wird schon früh eingeführt, danach folgt Kuhmilch. Schon vor der sechsten Woche erhalten die Kinder Getreidebrei und püriertes Obst. Der Flaschenmilch wird häufig Maissirup zugesetzt. Nach dem Abstillen erhalten die Säuglinge sopa de frijol (die Brühe gekochter Bohnen), Kartoffelbrei aus Süßkartoffeln und agua de panela (Zuckerwasser).